# يوهان هاينريش جيلزر
يوهان هاينريش جيلزر (17 أكتوبر 1813 - 15 أغسطس 1889) كان مؤرخ ودبلوماسي سويسري من مواليد مدينة شافهاوزن، وهو عالم اللغة هاينريش جيلزر (1847-1906).
درس التاريخ واللاهوت في جامعات زيورخ وينا وهالي وبرلين ، وحصل على الدكتوراه عام 1836من جامعة ينا. في عام 1839 حصل على التأهيل من بازل حيث كان محاضرًا في التاريخ الأدبي.
من عام 1844 حتى عام 1851 كان رئيس قسم التاريخ في جامعة هومبولت في برلين، وأثناء ذلك عمل مستشارًا لفريدريك ويليام الرابع ملك بروسيا. وفي عام 1851 عاد إلى بازل حيث قام بتحرير دورية "Protestantischen Monatsblätter für innere Zeitgeschichte" . في 1856-1857 عمل كوسيط بين بروسيا وسويسرا في أزمة نوينبرجر هاندل "Neuenburger Handel". لاحقًا أصبح مستشارًا لفريدريك الأول دوق بادن الأكبر.
حصل جيلزر على درجة الأستاذية الفخرية من جامعة ينا عام 1886. كان من أفضل ما كتب "Die letzten drei der Jahrhunderte Schweizergeschichte" في مجلدين (القرون الثلاثة الأخيرة من تاريخ سويسرا).